# Hutformenbauer

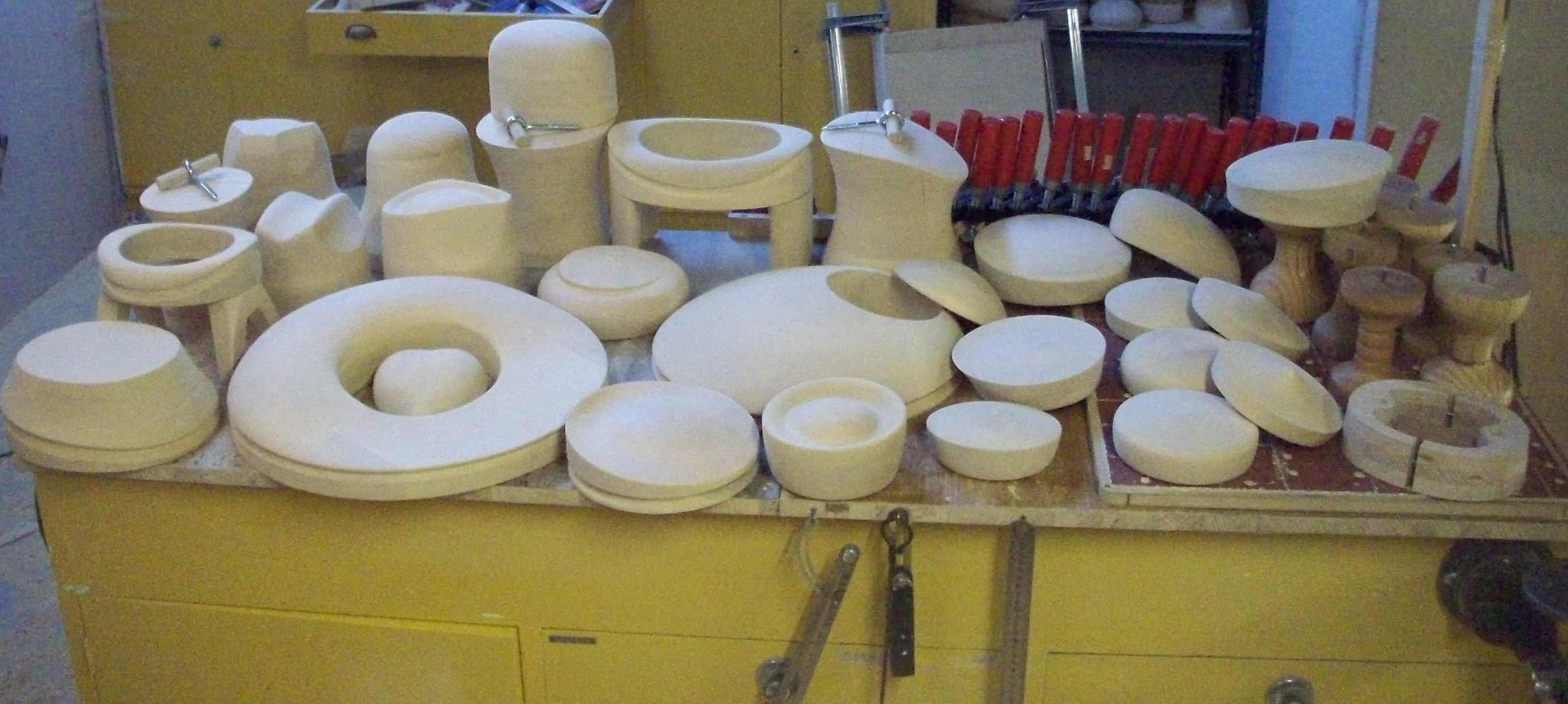
Designer-Hutblöcke, Australien 2012

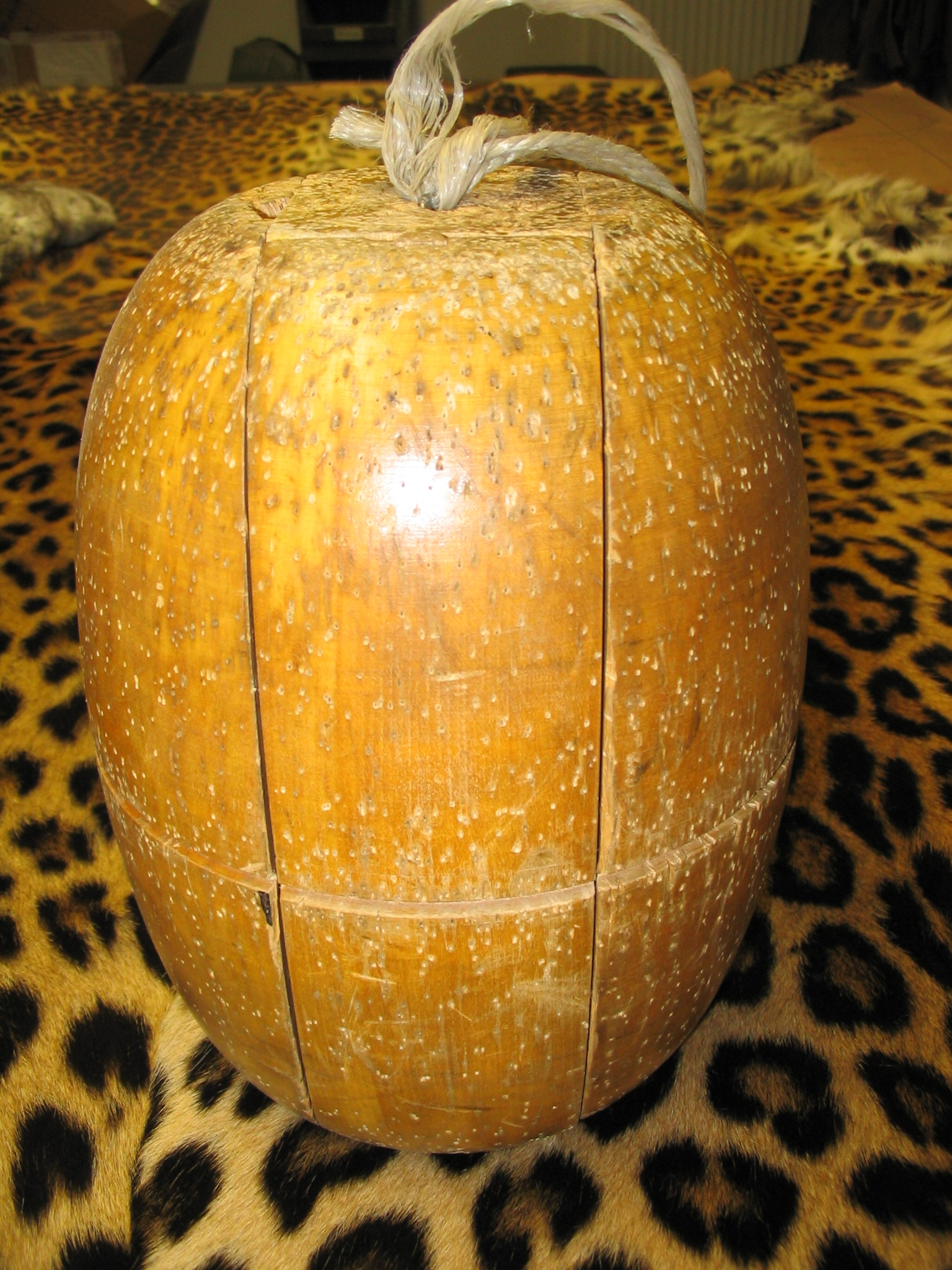
Holzmuffblock in einer Kürschnerei

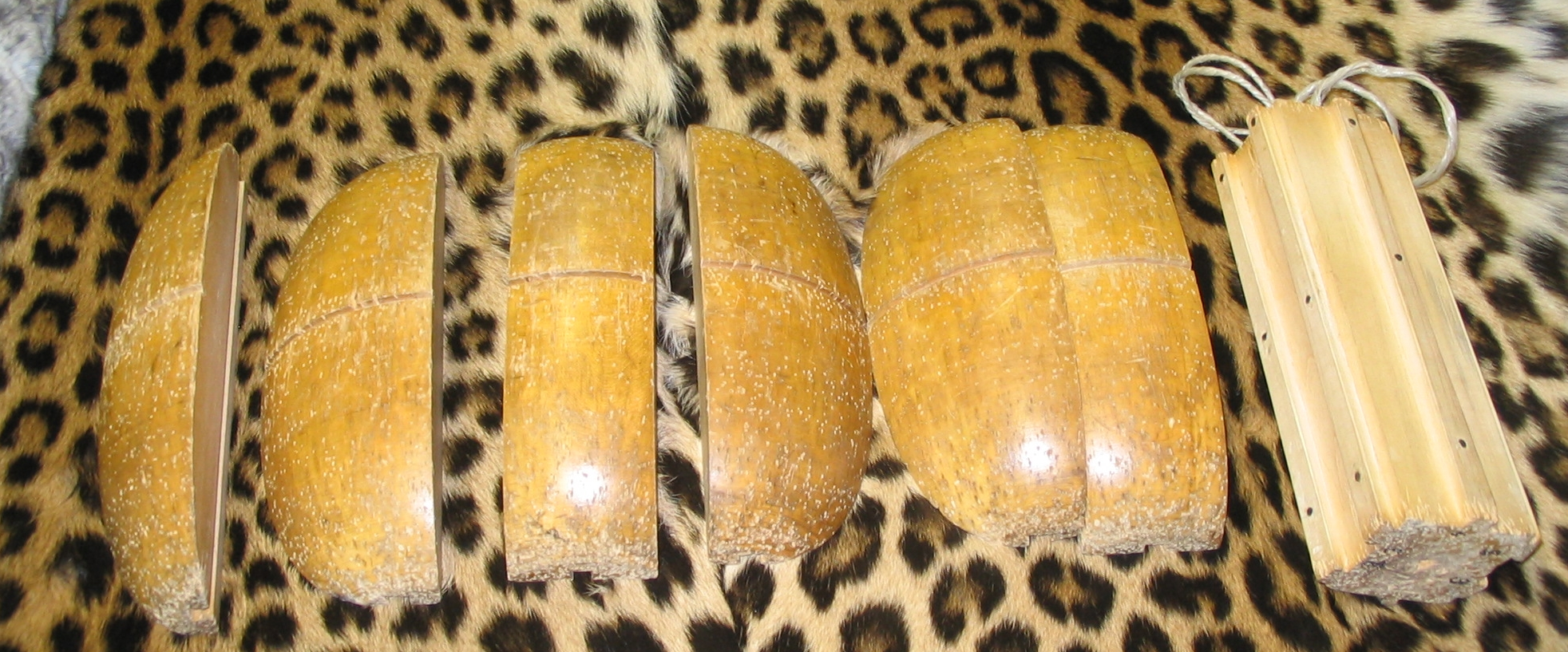
Der Muffblock in nummerierten Einzelteilen

Der Hutformenbauer stellt für das Modisten- und Kürschnerhandwerk und die entsprechenden Industrien Formen her, sogenannte Hutblöcke und Muffblöcke, mit deren Hilfe diese Gewerke Kopfbedeckungen und Muffe produzieren.
Hüte, Kappen, Mützen und Muffe weisen oft gerundete Formen auf, die sich durch Zuschneiden und Nähen allein nicht perfekt herstellen lassen. Für diese Fälle arbeitet der Hutformenbauer die entsprechenden Modelle aus Holz, Holzmasse, Metall oder anderen Materialien vor, entweder nach Vorgaben der Auftraggeber oder nach eigenen Entwürfen. Durch Feuchtigkeit zügig gemacht spannt der Modist oder der Kürschner Filz, Leder oder Fell über die Form und lässt das Material darauf trocknen.
Der Hutformenbauer benötigt einerseits genaue holztechnische Kenntnisse, andererseits muss er in der Metallverarbeitung Bescheid wissen. 
1983 gab es in der DDR drei Werkstätten die Hutformen herstellten. Die Ausbildungszeit für den Hutformenbauer betrug zwei Jahre. Ein Kollege aus Leipzig gab zu der Zeit an, dass er für die Herstellung einer Form von einem Tag bis zu 14 Tagen (bei komplizierten Metallformen) benötigte. Mit der Bandsäge schnitt er für den Holzblock aus einer Bohle die Grundform aus, mit der Handsäge gab er ihr die annähernd künftige Form. Die exakte Feinarbeit geschah mit Fräse, Stechbeitel, Raspel, Feile und dem sogenannten Bastring, eine Art Hobel. Zu jeder Form fertigte er ein Gipsduplikat, das so lange aufgehoben wurde, wie das Modell noch in der Produktion benötigt wurde.
Hutränder werden mit der Dekupiersäge gesägt. Die Form wird in fünf Teile zerlegt und wieder zu einem dadurch verzugsfreien Block verleimt oder aber auseinandernehmbar zusammengesteckt. Die geteilte Form kann nach dem Trocknen des Kleidungsstücks herausgenommen werden, ohne es zu beschädigen.

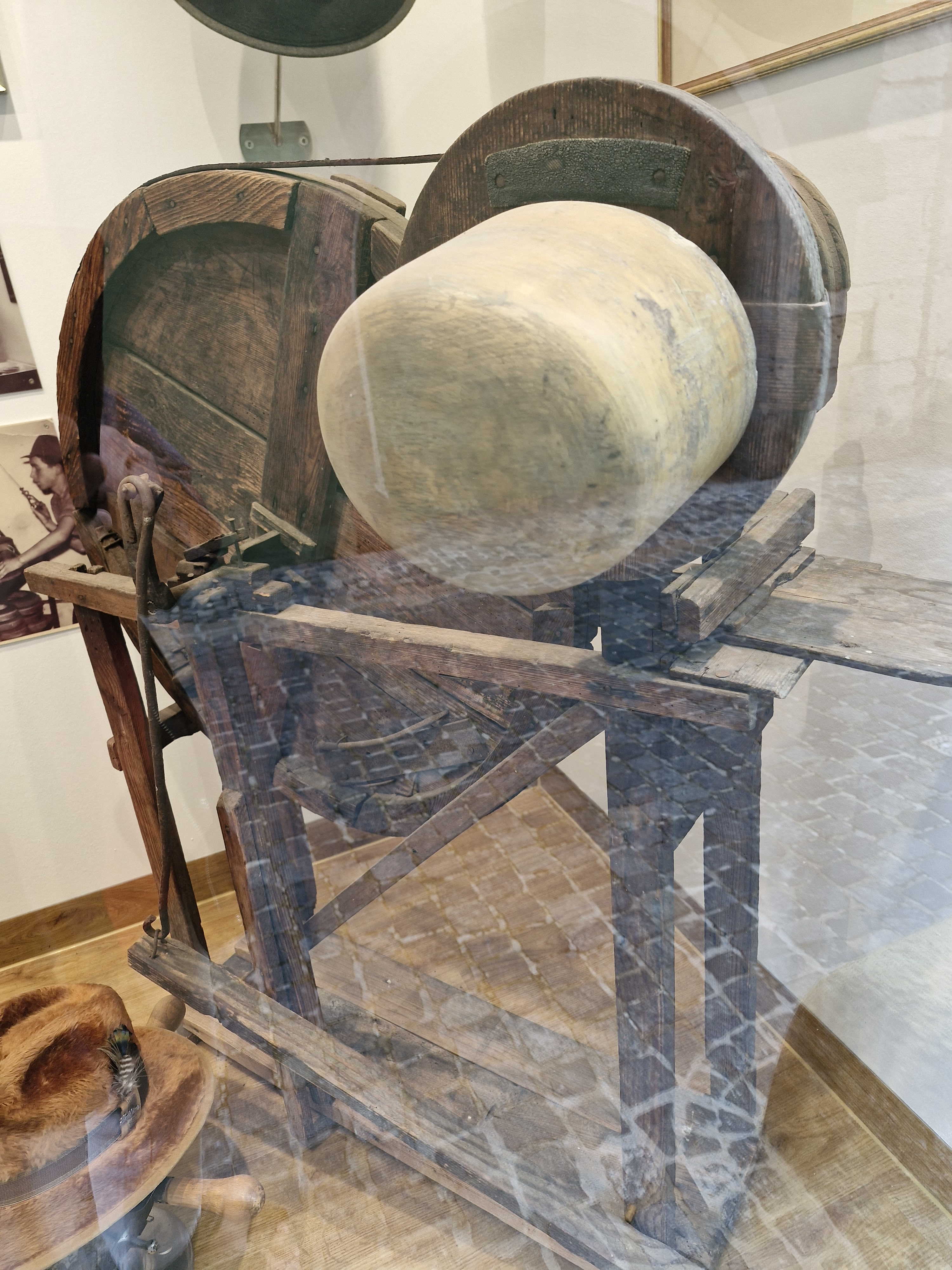
Hutmachermaschine mit Tretantrieb

Der Modist oder der Kürschner spannen die zu verarbeitenden Materialien mit Stecknadeln, Zwecknägeln oder Reißzwecken auf der Form fest, heute meist mit Tackern und Heftklammern. Für die industrielle Hutfabrikation stellt der Hutformenbauer zusätzlich eine Druckvorrichtung für den Block her, die das aufgezogene Hutmaterial hält und das Aufzwecken erspart (hauptsächlich für Herrenhüte). Da die Form dabei nicht, wie beim Aufzwecken, beschädigt wird, erhöht das die Lebensdauer des Blocks erheblich. Für ganz besonders große Produktionsserien fertigt er dauerhafte Formen aus Aluminium. Um schnell größere Serien herzustellen, benötigt der Hutproduzent mehrere Blöcke desselben Modells, zeitweilig eine erhebliche Investition, wenn jede Saison andere Formen verlangte.

William Plant, Hutformenbauer und Holzhandwerker in England (Hutmuseum Stockport)
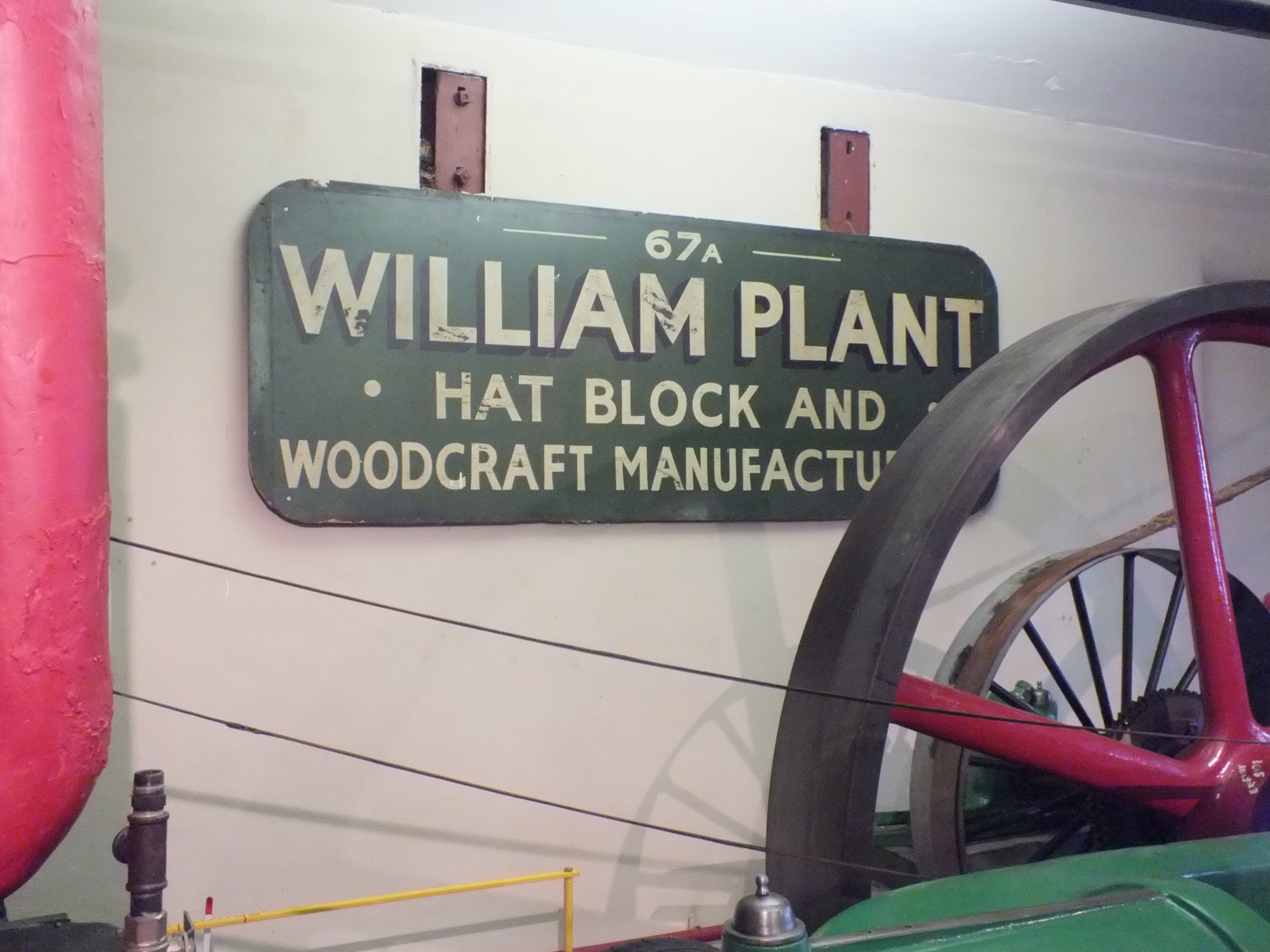
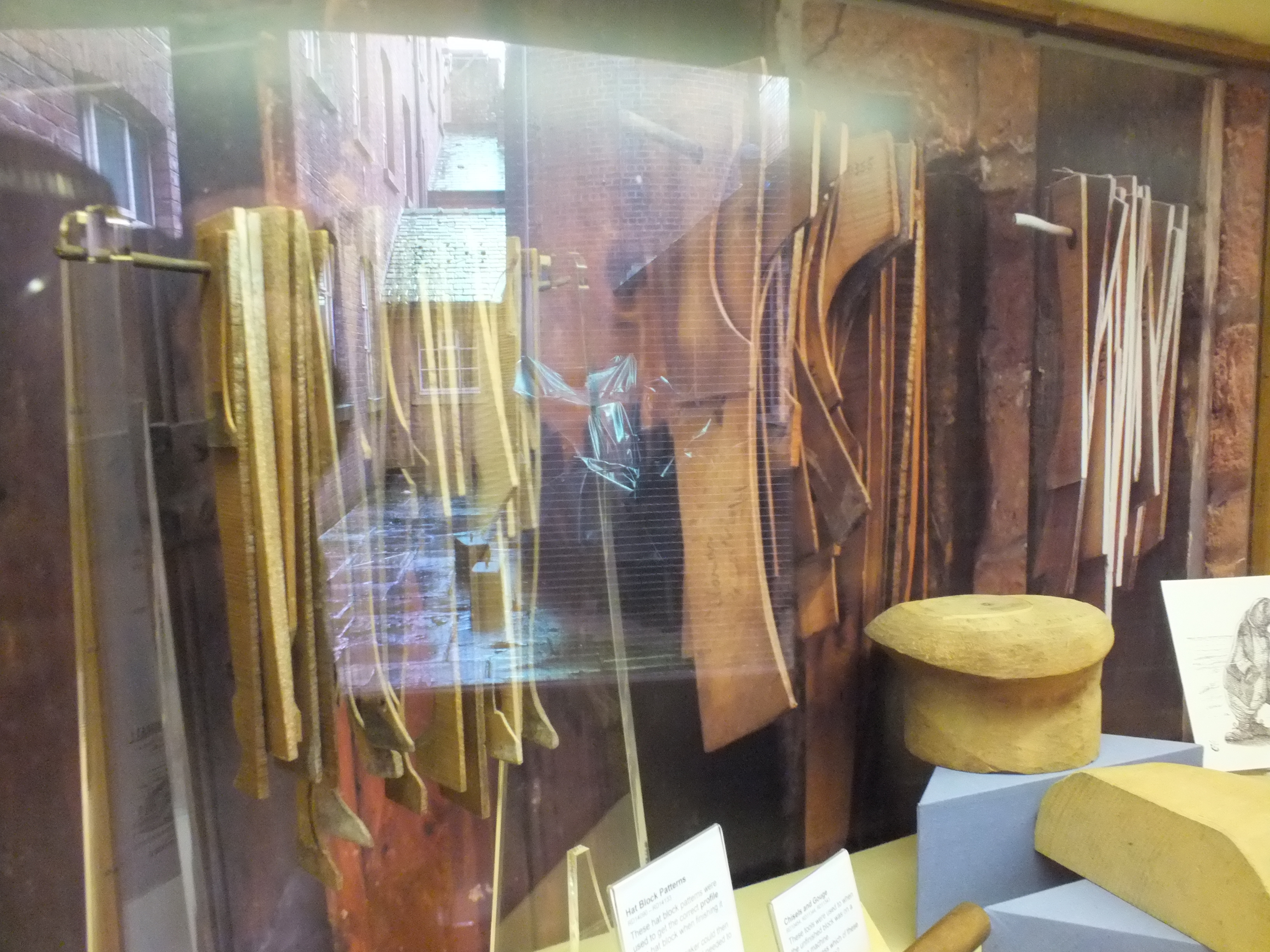
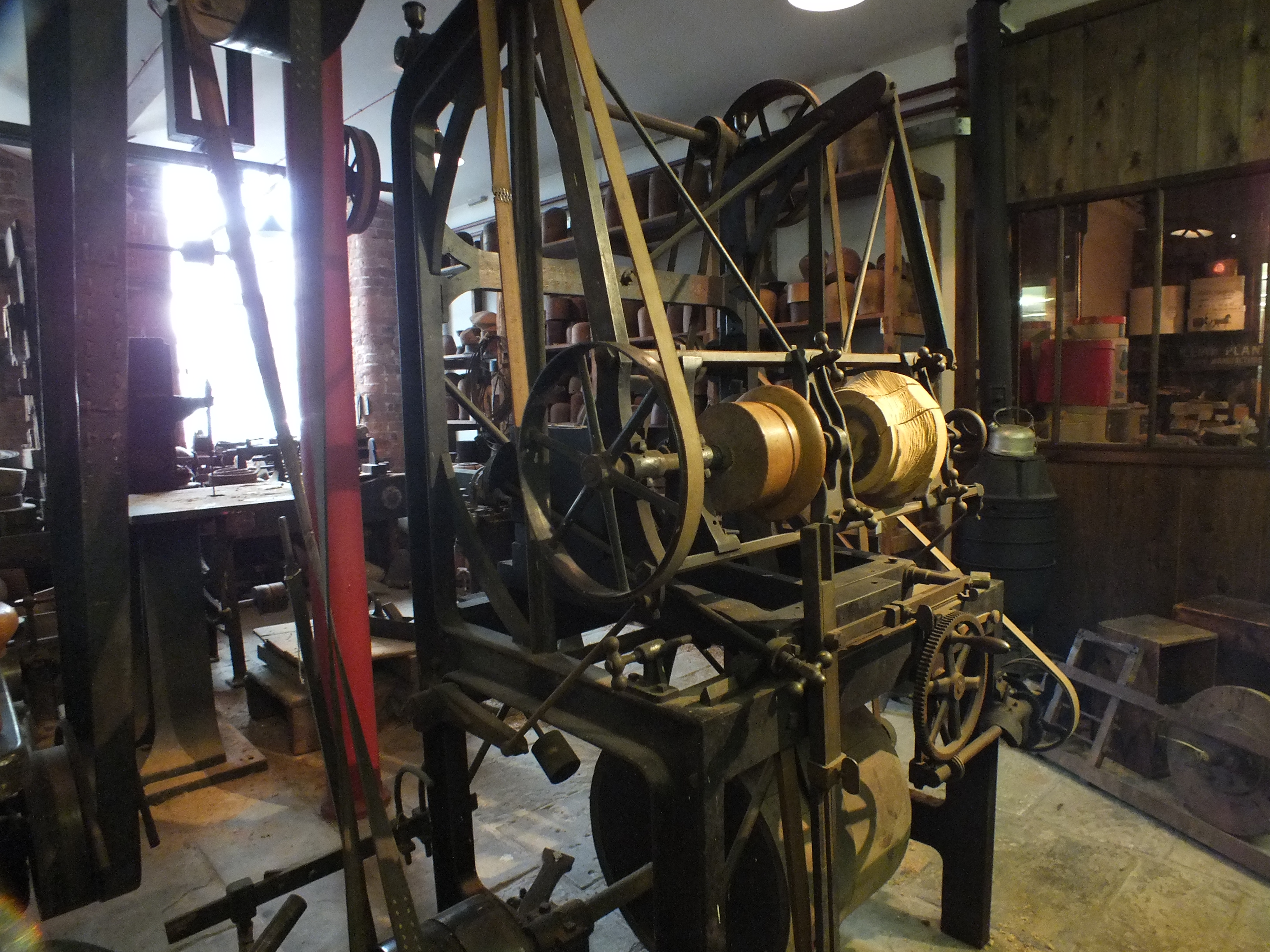